# Uncha Siwana
Uncha Siwana é uma vila no distrito de Karnal, no estado indiano de Haryana.

## Demografia
Segundo o censo de 2001, Uncha Siwana tinha uma população de 10 609 habitantes. Os indivíduos do sexo masculino constituem 65% da população e os do sexo feminino 35%. Uncha Siwana tem uma taxa de literacia de 75%, superior à média nacional de 59,5%: a literacia no sexo masculino é de 85% e no sexo feminino é de 58%. Em Uncha Siwana, 10% da população está abaixo dos 6 anos de idade.